# Ligne de Creil à Beauvais
La ligne de Creil à Beauvais est une ligne ferroviaire française, d'une longueur de 37 kilomètres, qui relie Creil à Beauvais dans le département de l'Oise, en Picardie. 
Tracée selon un axe nord-est/sud-ouest dans la vallée du Thérain, cette ligne majoritairement à voie unique est ouverte en 1857 par la Compagnie des chemins de fer du Nord. Elle est la première ligne à desservir le chef-lieu de l'Oise, vingt ans avant l'ouverture de la ligne, plus directe de Paris, d'Épinay - Villetaneuse au Tréport - Mers.
Elle constitue la ligne 316 000 du réseau ferré national.

## Histoire
La ligne de Creil à Beauvais a pour objectif de relier le chef-lieu du département de l'Oise à la grande ligne du Nord, ouverte en 1846. Elle fait partie d'un ensemble de lignes dont le chemin de fer des Ardennes, concédé pour 99 ans par une convention signée le 19 juillet 1853 entre le ministre des Travaux Publics et une société représentée par MM. le comte Siméon, le duc de Mouchy, le baron de Ladoucette, le député J. Riché, le baron Seillière. Cette convention est approuvée par décret impérial le lendemain,.
L'ensemble doit être réalisé dans un délai de cinq ans, aux risques et périls de la société qui prend le nom de Compagnie du chemin de fer des Ardennes et de l'Oise. Les terrains doivent être acquis et les ouvrages réalisés pour l'aménagement à terme de deux voies, mais une seule est exigée au départ. Les courbes doivent atteindre un rayon minimal de 350 mètres et les rampes ne pas dépasser 15 millimètres par mètre. La dépense est évaluée à 27,1 millions de francs, dont 5,9 pour la ligne de Beauvais.
Toutefois, une convention signée le 10 juin 1857 et approuvée par décret impérial à la même date revient en partie sur ces dispositions. À la demande de l'administration, la ligne de Beauvais est alors rétrocédée à la Compagnie du Nord en échange de la section Laon - Reims par une convention signée entre les deux compagnie le 11 juin suivant. Cette convention est approuvée le 26 juin 1857. La Compagnie des chemins de fer des Ardennes est créée le 28 juin 1857 avec une dotation en capital de 21 millions de francs et un réseau plus cohérent.
La construction de la plateforme nécessite 900 000 m3 de terrassements et la réalisation de soixante-douze ouvrages d'art, tous de faible importance, n'exigeant de 10 000 m3 de maçonnerie. La totalité des ouvrages sont réalisés en seulement quatre à cinq mois, mais les ingénieurs attendent que les pluies de l'hiver tassent les remblais avant de procéder à la pose de la voie. La nouvelle ligne dessert Cires-lès-Mello, où des maisons sont détruites afin de construire la station à proximité de la rivière, puis Mouy-Bury, Heilles et Mouchy par une gare commune, Hermes puis Rochy-Condé. La ligne atteint alors Beauvais où une gare terminus est créée à proximité de la barrière de Paris. Aménagée sur des terrains offerts par la ville, elle nécessite d'importants terrassements.

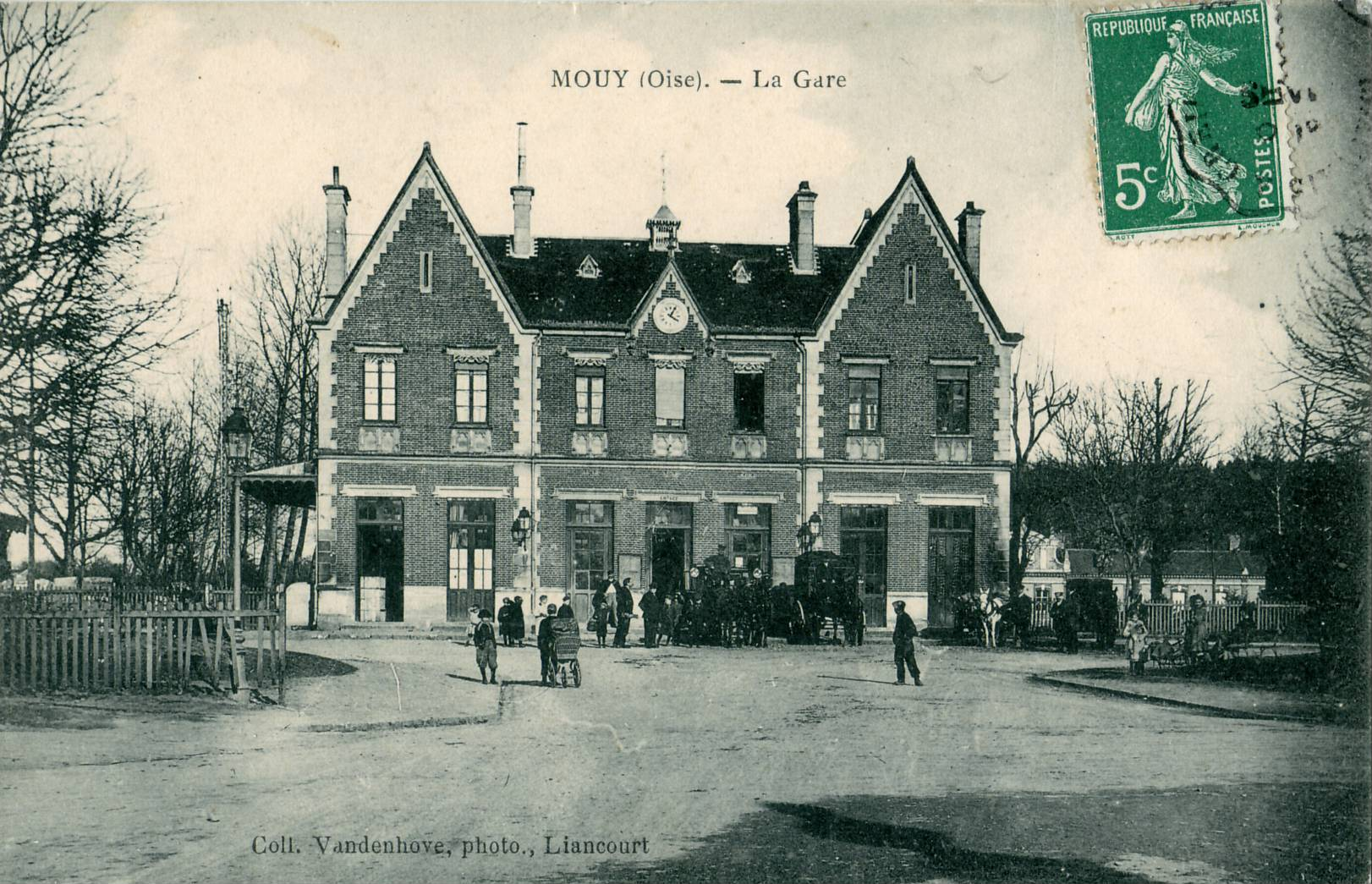
La gare de Mouy au début du XXe siècle.

La ligne est inaugurée le 28 juin 1857, avec un hommage particulier au duc de Mouchy, promoteur de la ligne alors récemment disparu, et pour lequel un arc de triomphe est dressé en gare de Mouy. Ce dernier est inauguré le 20 septembre suivant. Le chemin de fer est mis en service le 1er septembre 1857, avec des stations encore inachevées. Les voyageurs sont provisoirement accueillis dans des salles aménagées dans les remises du matériel roulant.
L'exploitation est organisée en accord avec la Compagnie du Nord : trois trains par jour en provenance de Beauvais sont rattachés en gare de Creil à des convois rapides en provenance du Nord ou de Saint-Quentin. Dans l'autre sens, la Compagnie du Nord assure la traction des convois depuis Paris jusqu'à Creil, où les locomotives de la Compagnie des Ardennes prennent alors le relai jusqu'à Beauvais. La Compagnie du Nord, devenue propriétaire de la ligne, est consciente que le détour par Creil allonge significativement le trajet de Beauvais en direction du Nord. À titre commercial, elle fait en conséquence payer le trajet kilométrique comme si celui-ci était réalisé en ligne droite de Beauvais à Amiens. Elle propose en outre une formule d'abonnement annuel permettant de parcourir l'ensemble de son réseau pour 1 100 francs.
L'architecte Félix Langlais réalisera les plans des bâtiments voyageurs, dont la construction s'achève vers 1860. Ces élégantes constructions, érigées dans un style néo-renaissance, partagent entre-elles de nombreux éléments en commun et possèdent généralement un ou deux pignons transversaux élancés. Seul le modeste bâtiment de la gare de Rochy-Condé n'a pas survécu jusqu'à nos jours. Dans les années qui suivront l’absorption par la Compagnie des chemins de fer du Nord, cette dernière ouvrira de nouveaux arrêts et construira deux bâtiments de gare à Montataire et Cramoisy.
Du 1er au 28 juillet 2013 et du 30 juin au 13 décembre 2014, la ligne est fermée à la circulation des trains afin de pouvoir réaliser d'importants travaux de renouvellement de la voie, ainsi que la mise en accessibilité des gares et quais. Le transport des voyageurs s'effectue par cars de substitution.

## Caractéristiques
Voir le schéma de la ligne de Creil à Beauvais.

### Tracé

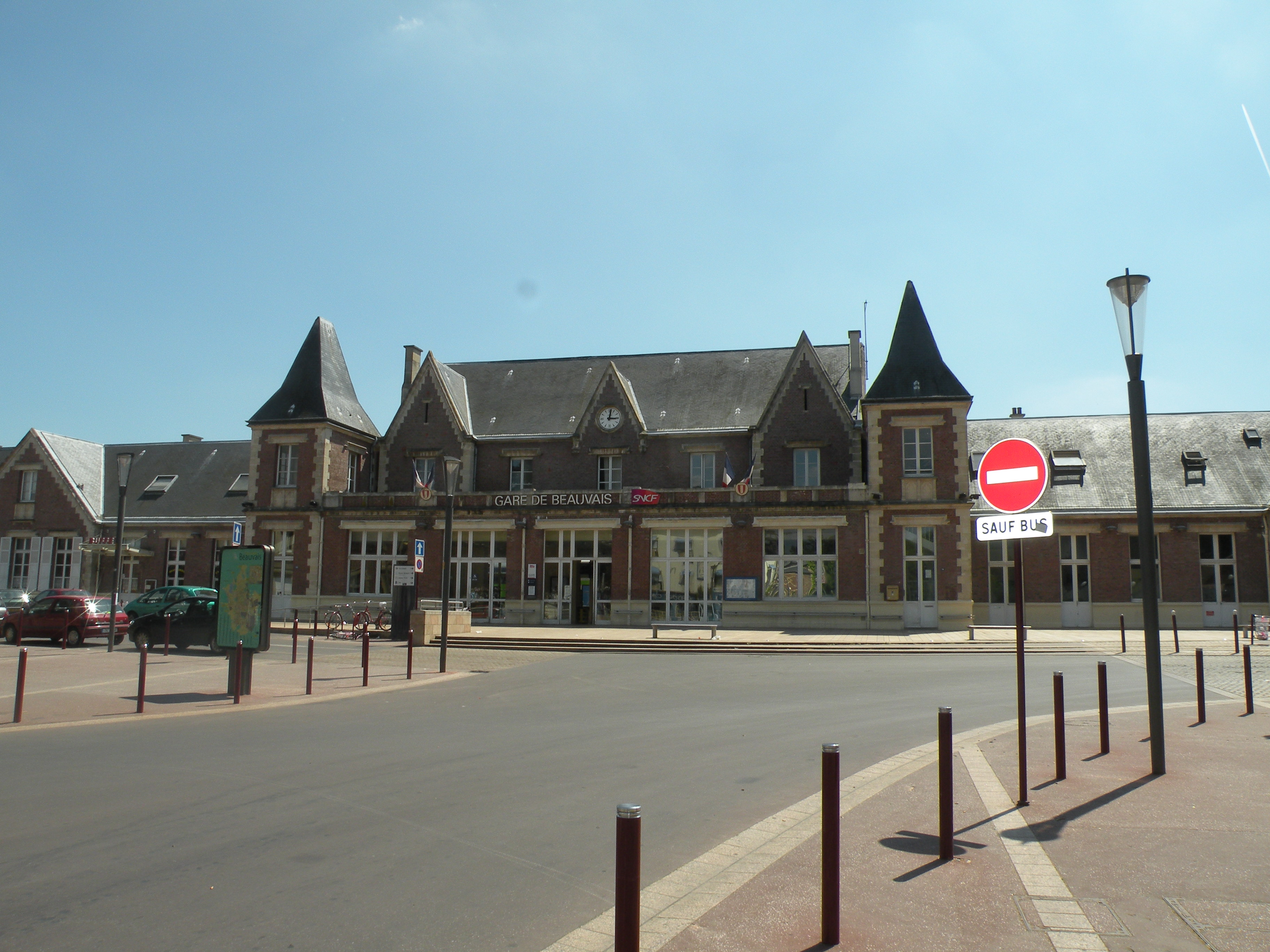
Façade de la gare de Beauvais.

La ligne naît en gare de Creil, gare majeure de bifurcation des lignes de Paris-Nord à Lille, de Creil à Jeumont et de Pierrelaye à Creil. Jusqu'à Beauvais, elle remonte la vallée du Thérain, petite rivière de plaine sillonnant une vallée humide et boisée, dont elle traverse huit fois le cours par le biais d'ouvrages de faible importance.  
Jusqu'à la gare de Mouy - Bury, la ligne suit les courbes de la rivière. Au-delà, elle traverse plus directement des zones marécageuses. A Rochy-Condé, elle laisse sur la droite la ligne déposée de Rochy-Condé à Soissons. Elle rejoint à la bifurcation de Villers-sur-Thère la ligne d'Épinay - Villetaneuse au Tréport - Mers qui dessert, trois kilomètres plus loin, la gare de Beauvais.
Intégralement à double voie dans le passé, celle-ci n'a été conservée que de Creil à Montataire inclus. De la bifurcation de Villers-sur-Thère à Beauvais, la ligne Paris-Épinay-Le Tréport est à double voie. 
Des voies d'évitement existent dans les gares de Cires-lès-Mello, Mouy-Bury, Hermes-Berthecourt et Rochy-Condé. Les déclivités maximales n'excèdent pas 4,1 ‰.

### Équipement
La ligne est à traction autonome et équipée du block automatique lumineux de Creil à Montataire et de la bifurcation de Villers-sur-Thère à Beauvais. Entre les deux, elle est dotée du block manuel de voie unique. La ligne n'est pas dotée du contrôle de vitesse par balises (KVB) et ne dispose pas d'une liaison radio sol-train.

### Vitesses limites
Vitesses limites de la ligne en 2013 pour les AGC, les autorails et les trains V 120 en sens impair (certaines catégories de trains, comme les trains de marchandises, possèdent des limites plus faibles) :
| De (PK)                             | À (PK)                              | Limite (km/h)      |
| ----------------------------------- | ----------------------------------- | ------------------ |
| Creil (PK 50,2)                     | Montataire (PK 53,1)                | 80                 |
| Montataire (PK 53,1)                | Bif. de Villers-sur-Thère (PK 84,1) | 100                |
| Bif. de Villers-sur-Thère (PK 84,1) | Beauvais (PK 87,4)                  | 100 (autorails 90) |

## Exploitation

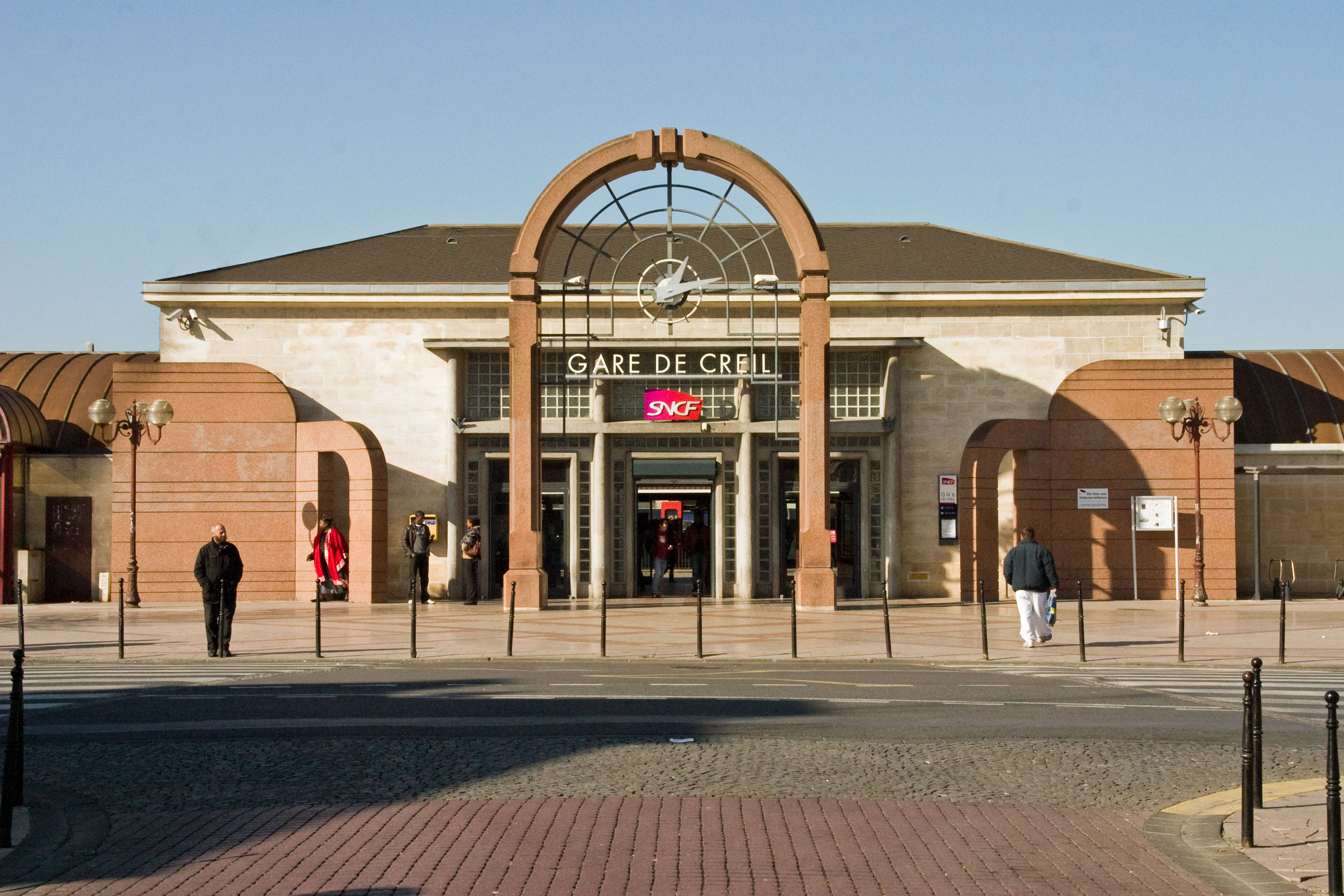
La gare de Creil, terminus de la ligne.

Depuis le 15 décembre 2024, la ligne est exploitée par SNCF Voyageurs Étoile d’Amiens, à la suite de l'ouverture à la concurrence sous le label TER Hauts-de-France, à l'aide des matériels AGC de type X76500 ou BiBi. Elle voit transiter 870 usagers quotidiens, pour l'essentiel scolaires et actifs, ainsi que quelques trains de fret. 
La ligne voit son exploitation directement liée aux deux radiales qu'elle relie, afin d'optimiser les correspondances, en particulier vers Paris en gare de Creil. Elle est desservie à raison d'une quinzaine de trains quotidiens par sens en semaine, mais seulement sept les samedis et quatre les dimanches et jours fériés. Les circulations sont omnibus ou semi-directes, toutes reliant les deux terminus avec des temps de parcours moyens situés entre 35 et 55 minutes. Le niveau de régularité y est satisfaisant, avec en 2007, 90,5 % de trains à l'heure en heures de pointe, et 91,1 % en heures creuses.
La vitesse limite des circulations n'excède pas 100 km/h.

## Travaux
Du 1er juillet au 15 décembre 2014 ont lieu d'importants travaux de mise en accessibilité des quais pour les personnes à mobilité réduite (PMR) et la suite des travaux de renouvellement de la voie. Les travaux nécessitent une nouvelle fois une interruption de la circulation des trains et le transport des voyageurs par car.

## Projets

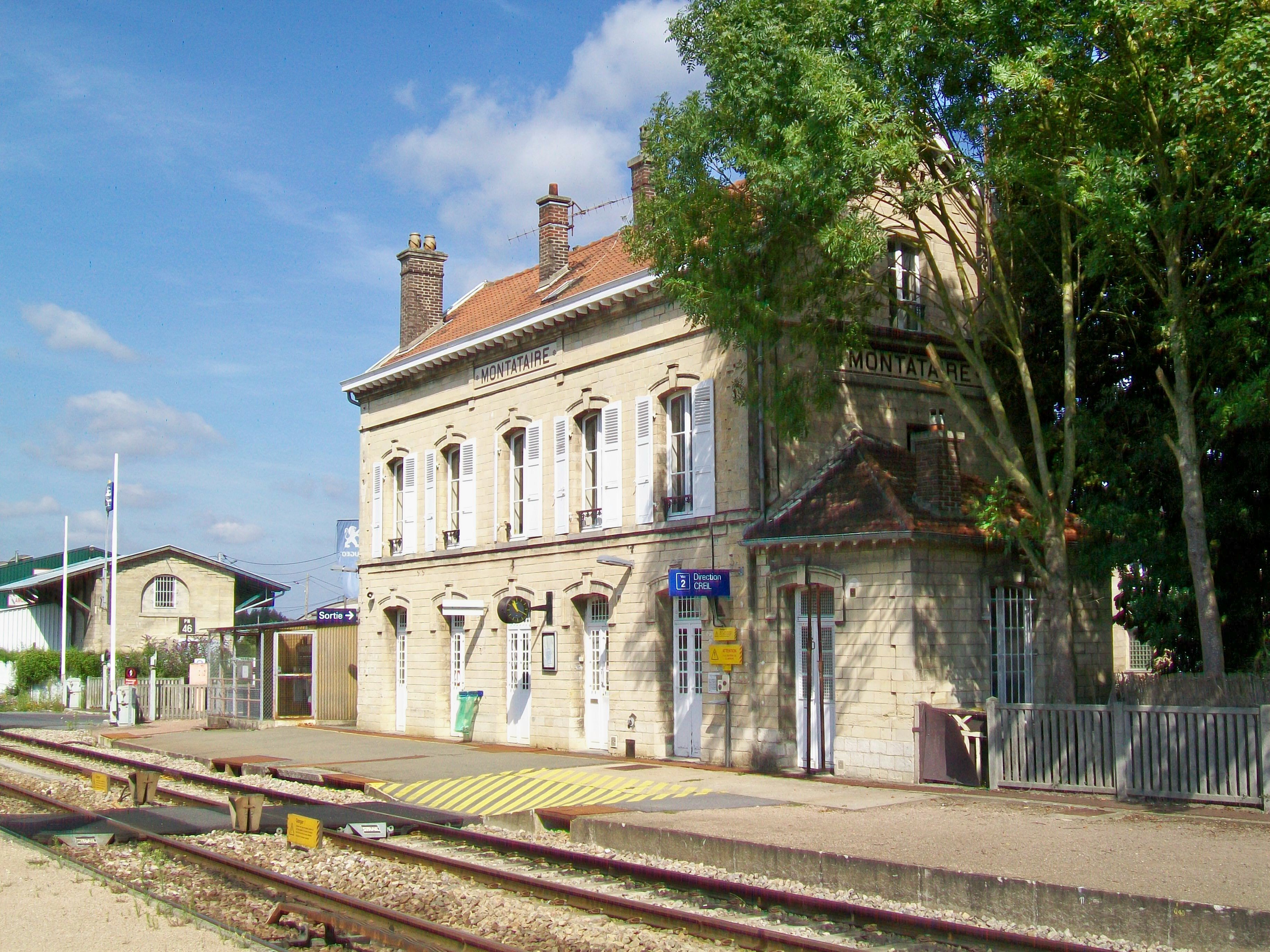
La gare de Montataire, côté voies.

La ligne, dont la fréquentation diminuait depuis des années et était considérée comme condamnée, a connu un redressement de fréquentation, en partie en raison à la hausse générale du coût du pétrole, mais également grâce aux investissements réalisés par le conseil régional de Picardie. Après une première amélioration en 2005, consistant en la création d'un nouvel aller-retour et l'optimisation des correspondances à Creil, la région a demandé trois aller-retour supplémentaires à la SNCF, à compter du 10 décembre 2006. Cette augmentation de l'offre de 27 % coûte 340 000 euros par an à la région au titre de la compensation du déficit d'exploitation. Ces investissements ont provoqué une hausse de fréquentation, ainsi que des recettes, de 16 % en 2006, et 20,6 % en 2007, par rapport aux années qui précédaient.
Toutefois, la hausse de la desserte est dorénavant[Quand ?] conditionnée par une amélioration préalable de l'infrastructure, prévue au contrat de projet 2007-2013. Celui-ci projette l'amélioration de la signalisation, avec la mise en place du block automatique à permissivité restreinte (BAPR), l'allongement ou la création de voies de croisement, avec la mise à double voie de deux sections de trois et quatre kilomètres, ainsi que l'automatisation des aiguillages sur les zones de croisement ou à double voie. En outre, les gares de la ligne seront rendues accessibles aux personnes à mobilité réduite (PMR). Ces investissements, d'un montant de cinquante millions d'euros, ont pour objectif de permettre d'augmenter l'offre à dix-huit aller-retour quotidiens. Ils seront réalisés de la fin de l'année 2010 à 2013 environ. Le matériel roulant, modernisé en 2001 mais datant de 1986, doit laisser la place vers 2012-2013 au Régiolis, dont dix-sept rames ont été commandées par la région.
Le Syndicat mixte du département de l’Oise (SMDO), qui assure la collecte et le traitement des déchets dans le département de l'Oise, remet en service une installation terminale embranchée à Villers-Saint-Sépulcre et y crée un quai de transfert afin d'expédier un train complet par jour de déchets en containers à compter de 2019 (soit 60 000 t annuelles) vers son incinérateur de Villers-Saint-Paul situé à une trentaine de kilomètres de là,.

### Page annexe
- Schéma de la ligne de Creil à Beauvais